# Alkohole aromatyczne
Alkohole aromatyczne – grupa organicznych związków chemicznych, alkoholi zbudowanych z układu aromatycznego i grupy hydroksyalkilowej, tj. grupy alkilowej z przyłączoną grupą hydroksylową, −OH. Różnią się tym od fenoli, że grupa −OH nie jest bezpośrednio połączona z pierścieniem. Najprostszym alkoholem aromatycznym jest fenylometanol (alkohol benzylowy).
Niektóre z nich w postaci wolnej lub w postaci estrów występują naturalnie w roślinach jako substancje zapachowe. Niektóre mają znaczenie w przemyśle perfumeryjnym[niewiarygodne źródło?].
Tak jak inne alkohole, dzielą się na I-rzędowe (np. alkohol benzylowy, PhCH
2OH), II-rzędowe (np. difenylometanol, Ph
2CHOH) i III-rzędowe (np. trifenylometanol, Ph
3COH).

Proste alkohole aromatyczne
I-rzędowy: fenylometanol (alkohol benzylowy)
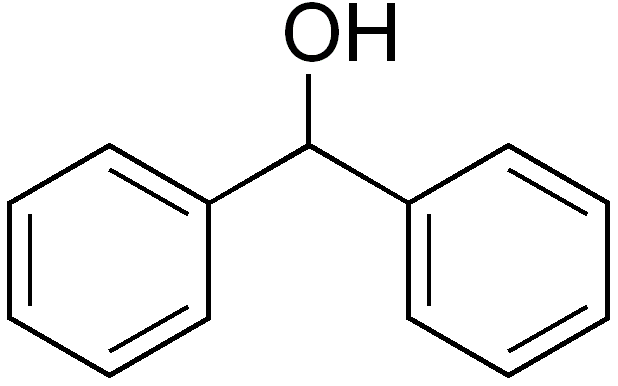
II-rzędowy: difenylometanol (benzhydrol)
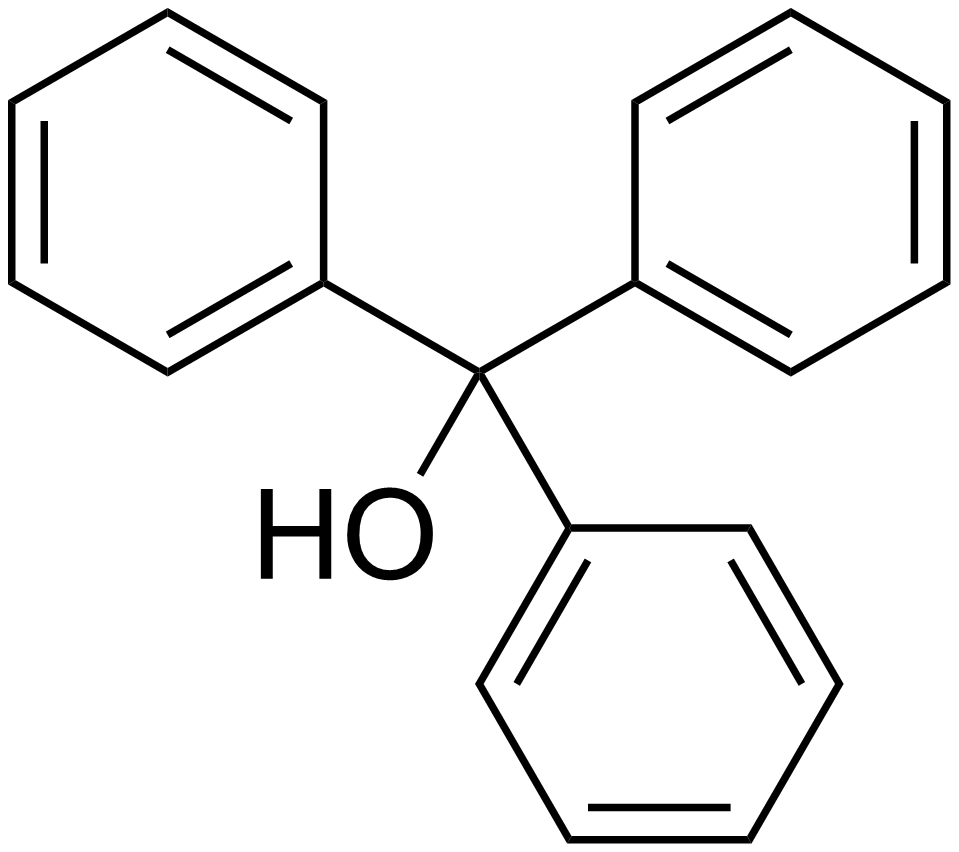
III-rzędowy: trifenylometanol (alkohol trytylowy)

Podobnie jak alkohole alifatyczne, alkohole aromatyczne z metalami alkalicznymi tworzą alkoholany. Przykładem takiego związku jest fenylometanolan sodu, który można otrzymać w reakcji:
2C
6H
5CH
2OH + 2Na → 2C
6H
5CH
2ONa + H
2↑
W przeciwieństwie do I-rzędowych alkoholi alifatycznych, I-rzędowe alkohole aromatyczne reagują na zimno z kwasem solnym dając odpowiednie chlorki, np.
C
6H
5CH
2OH + HCl → C
6H
5CH
2Cl + H
2O

## Otrzymywanie
Przykładowe reakcje otrzymywania alkoholi aromatycznych:

### Reakcja Cannizzaro
Reakcja Cannizzaro pozwala na otrzymywanie I-rzędowych alkoholi aromatycznych. W metodzie tej na aldehydy aromatyczne działa się stężonym roztworem zasady sodowej lub potasowej, np.
2C
6H
5CHO + NaOH → C
6H
5COONa + C
6H
5CH
2OH
Wadą takiej syntezy jest fakt, że docelowy alkohol powstaje tylko z połowy użytego aldehydu, druga połowa utlenia się natomiast do kwasu (w tym przypadku benzoesowego). Problem ten można obejść stosując tzw. krzyżową reakcją Cannizzaro, tj. prowadząc reakcję w obecności niewielkiego nadmiaru formaldehydu, który będzie selektywnie utleniał się do kwasu mrówkowego, a aldehyd aromatyczny w całości ulegnie redukcji do alkoholu. Przykładem może być reakcja aldehydu p-toluilowego z wodorotlenkiem potasu i formaldehydem prowadząca do alkoholu p-metylobenzylowego i mrówczanu potasu:
CH
3C
6H
4CHO + HCHO + KOH → CH
3C
6H
4CH
2OH + HCOOK

### Redukcja ketonów
Drugorzędowe alkohole aromatyczne można otrzymać przez redukcję odpowiednich ketonów aromatycznych, np. za pomocą pyłu cynkowego i NaOH jako źródła wodoru in statu nascendi, np.
(C
6H
5)
2CO + 2[H] → (C
6H
5)
2CHOH

### Ze związków Grignarda
Do syntezy III-rzędowych alkoholi aromatycznych można wykorzystać reakcję aromatycznych związków Grignarda z estrami aromatycznymi. W pierwszym etapie powstaje III-rzędowy alkoholan, który poddaje się hydrolizie do alkoholu, np.
1. 2C
6H
5MgBr + C
6H
5COOC
2H
5 → (C
6H
5)
3COMgBr + MgBrOC
2H
5
2. (C
6H
5)
3COMgBr + H
2O → (C
6H
5)
3COH + MgBrOH